# Кам'яниця Теодоровича
Кам'яниця Теодоровича — житловий будинок XVI століття, розташований в історичному центрі Львова, на вулиці Руській під № 6, один із найдавніших будинків на вулиці. Занесений до Реєстру пам'яток архітектури і містобудування України національного значення з охоронним номером 330.

## Історія
Кам'яниця зведена у XVI столітті. У 1769 році була реконструйована за проєктом знаменитого львівського архітектора Антона Косинського для тодішнього власника будівлі Костянтина Папарі. Кам'яниця входить до Реєстру пам'яток архітектури і містобудування України національного значення з 1956 року.

## Опис кам'яниці
Будинок цегляний, має форму, витягнуту вглиб ділянки. Приміщення знаходяться у межах історичного ареалу Львова. Фасад має вузькі три вікна на кожному поверсі. Будинок втратив деякі архітектурні деталі, але зберіг первинний характер при перебудові. За будівлею, яка охороняється державою, знаходиться триповерхова прибудова.

## Сьогодення
Занесений до Реєстру пам'яток архітектури і містобудування України національного значення з охоронним номером 330.
Влітку 2019 року виконком Львівської міськради дозволив пристосувати будинок на вулиі Руській, 6 під гостьові апартаменти.